# William W. Eaton

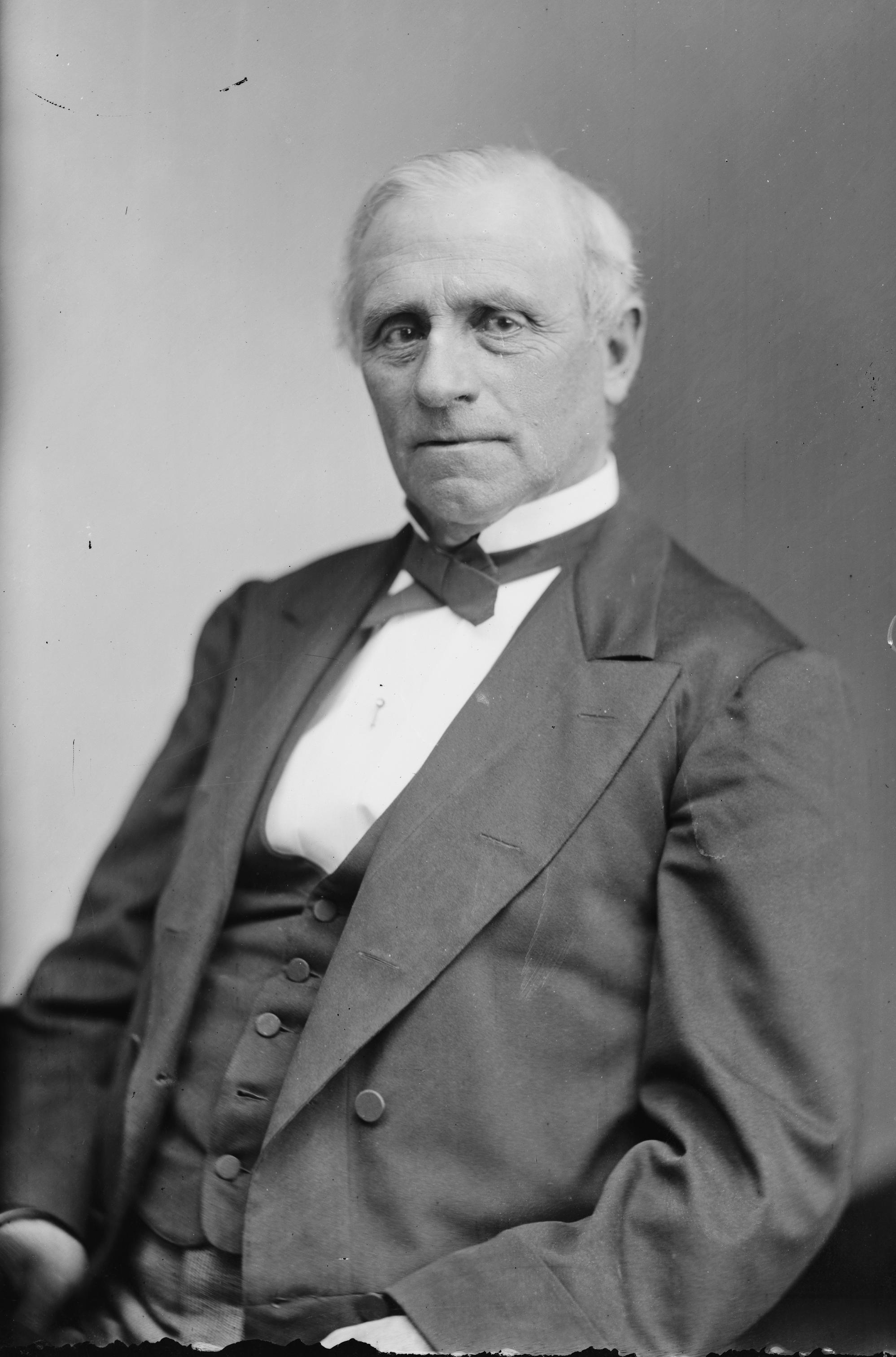
William W. Eaton

William Wallace Eaton (* 11. Oktober 1816 in Tolland, Connecticut; † 21. September 1898 in Hartford, Connecticut) war ein US-amerikanischer Politiker (Demokratische Partei), der den Bundesstaat Connecticut in beiden Kammern des Kongresses vertrat.

## Frühes Leben und juristische Laufbahn
Als Kind besuchte Eaton die öffentliche Schule; er wurde aber auch von einem Privatlehrer unterrichtet. Nach seinem Umzug nach Columbia in South Carolina betätigte er sich im kaufmännischen Bereich; später kehrte er nach Tolland zurück, studierte Jura, wurde 1837 in die Anwaltskammer aufgenommen und begann als Jurist zu arbeiten.
Von 1846 bis 1847 war Eaton Gerichtssekretär (Clerk of courts) im Tolland County. 1851 zog er nach Hartford um. Im selben Jahr übte er auch dort den Posten des Gerichtssekretärs aus, den er 1854 ein weiteres Mal innehatte. Von 1857 bis 1858 war er Staatsanwalt von Hartford. Das Amt des obersten Richters von Hartford übte er von 1863 bis 1864 sowie erneut von 1867 bis 1872 aus.

## Politik
1847 wurde William Eaton erstmals ins Repräsentantenhaus von Connecticut gewählt, dem er zunächst bis 1848 angehörte, später dann noch in den Jahren 1853, 1863, 1868, 1870/71 und 1873/74. Dabei war er 1853 und 1873 jeweils der Speaker. Mitglied des Senats von Connecticut war er 1859.
Ein erster Versuch, in den US-Senat gewählt zu werden, scheiterte 1860. Erst 15 Jahre später erhielt er doch ein Mandat in Washington, D.C., als er zum Nachfolger des verstorbenen Senators William A. Buckingham bestimmt wurde. Er beendete die noch laufende Amtsperiode, die lediglich vom 5. Februar 1875 bis zum 3. März desselben Jahres dauerte, wurde aber gleichzeitig für weitere sechs Jahre gewählt. Im Senat stand er dem außenpolitischen Ausschuss vor.
Nach zwei Jahren kehrte Eaton in den Kongress zurück. Er wurde ins Repräsentantenhaus gewählt, dem er von 1883 bis 1885 angehörte. 1884 stellte er sich zur Wiederwahl, scheiterte aber und kehrte in seinen Beruf als Jurist zurück.